# Persone di nome Miguel Ángel
| Questa pagina contiene informazioni ricavate automaticamente dalle voci biografiche con l'ausilio del template Bio e di un bot. L'aggiornamento è periodico e automatico e ricostruisce completamente la pagina. Se manca una persona in questa lista, sei pregato di non aggiungerla, ma accertati piuttosto che la sua voce biografica contenga il template Bio e che i dati anagrafici siano correttamente compilati. Se il template Bio manca, inseriscilo tu stesso o, in alternativa, metti l'avviso {{tmp\|Bio}} che ne segnala la mancanza. Se i dati riportati sono sbagliati, correggi direttamente la voce biografica; le modifiche saranno visibili in questa lista entro pochi giorni. Per chiarimenti vedi il progetto biografie. La lista contiene solo le 175 persone che sono citate nell'enciclopedia e per le quali è stato implementato correttamente il template Bio. Pagina aggiornata al 24 mar 2024. |

Questa è una lista di persone presenti nell'enciclopedia che hanno il prenome Miguel Ángel, suddivise per attività principale.

## Allenatori di calcio(14)
- Miguel Ángel Alonso, allenatore di calcio e ex calciatore spagnolo (Tolosa, n. 1953)
- Miguel Ángel Angulo, allenatore di calcio e ex calciatore spagnolo (Oviedo, n. 1977)
- Miguel Ángel Brindisi, allenatore di calcio e ex calciatore argentino (Almagro, n. 1950)
- Miguel Ángel Díaz, allenatore di calcio e ex calciatore salvadoregno (Chalatenango, n. 1957)
- Miguel Ángel Echenausi, allenatore di calcio e ex calciatore venezuelano (n. 1968)
- Miguel Ángel Ferrer, allenatore di calcio e ex calciatore spagnolo (Caravaca de la Cruz, n. 1978)
- Miguel Ángel Lotina, allenatore di calcio e ex calciatore spagnolo (Meñaka, n. 1957)
- Ángel López Pérez, allenatore di calcio spagnolo (Madrid, n. 1983)
- Miguel Ángel Nadal, allenatore di calcio e ex calciatore spagnolo (Manacor, n. 1966)
- Miguel Ángel Ramírez, allenatore di calcio spagnolo (Las Palmas de Gran Canaria, n. 1984)
- Miguel Ángel Russo, allenatore di calcio e ex calciatore argentino (Lanús, n. 1956)
- Miguel Ángel Santoro, allenatore di calcio e ex calciatore argentino (Sarandí, n. 1942)
- Miguel Ángel Sola, allenatore di calcio e ex calciatore spagnolo (Pamplona, n. 1957)
- Miguel Ángel Sánchez Muñoz, allenatore di calcio e ex calciatore spagnolo (Madrid, n. 1975)

## Allenatori di pallacanestro(1)
- Miguel Ángel Ripullone, allenatore di pallacanestro argentino (Buenos Aires, n. 1930 - Neuquén, † 1981)

## Altisti(1)
- Miguel Ángel Sancho, altista spagnolo (Valencia, n. 1990)

## Attori(6)
- Miguel Ángel Fuentes, attore messicano (Magdalena Tlacotepec, n. 1953 - Delegazione Azcapotzalco, † 2023)
- Miguel Molina, attore spagnolo (Madrid, n. 1963)
- Miguel Ángel Muñoz, attore e cantante spagnolo (Madrid, n. 1983)
- Miguel Ángel Rodríguez, attore argentino (Buenos Aires, n. 1960)
- Miguel Ángel Silvestre, attore spagnolo (Castellón de la Plana, n. 1982)
- Miguel Herrán, attore spagnolo (Malaga, n. 1996)

## Avvocati(1)
- Miguel Ángel Yunes Linares, avvocato e politico messicano (Soledad de Doblado, n. 1952)

## Canottieri(1)
- Miguel Seijas, ex canottiere uruguaiano (Montevideo, n. 1930)

## Cardinali(1)
- Miguel Ángel Ayuso Guixot, cardinale e vescovo cattolico spagnolo (Siviglia, n. 1952)

## Cestisti(10)
- Miguel Ayala, ex cestista messicano (Tepic, n. 1982)
- Miguel Ángel Cabral, ex cestista spagnolo (Jerez de la Frontera, n. 1970)
- Miguel Calderón, ex cestista e allenatore di pallacanestro cubano (L'Avana, n. 1950)
- Mickey Coll, cestista portoricano (San Juan, n. 1951 - Barceloneta, † 1972)
- Miguel Estrada, ex cestista spagnolo (Madrid, n. 1950)
- Miguel González Lázaro, cestista spagnolo (Valencia, n. 1938 - Valencia, † 2022)
- Miguel Marriaga, cestista venezuelano (Maracaibo, n. 1984)
- Miguel Ángel Pichardo, ex cestista dominicano (Santiago de los Caballeros, n. 1980)
- Miguel Ángel Reyes, ex cestista spagnolo (Cáceres, n. 1968)
- Pepe Rozón, ex cestista dominicano (Santo Domingo, n. 1952)

## Ciclisti su strada(4)
- Miguel Ángel López, ciclista su strada colombiano (Pesca, n. 1994)
- Miguel Ángel Martín Perdiguero, ex ciclista su strada spagnolo (San Sebastián de los Reyes, n. 1972)
- Miguel Ángel Peña, ex ciclista su strada spagnolo (Granada, n. 1970)
- Miguel Ángel Rubiano, ciclista su strada colombiano (Bogotà, n. 1984)

## Compositori(1)
- Miguel Ángel Gómez Martínez, compositore e direttore d'orchestra spagnolo (Granada, n. 1949)

## Criminali(2)
- Miguel Caro Quintero, criminale messicano (Carboca, n. 1963)
- Miguel Ángel Félix Gallardo, criminale messicano (Culiacán, n. 1946)

## Danzatori(1)
- Miguel Ángel Zotto, ballerino argentino (Villa Ballester, n. 1958)

## Diplomatici(1)
- Miguel Ángel Moratinos, diplomatico e politico spagnolo (Madrid, n. 1951)

## Dirigenti sportivi(2)
- Miguel Ángel Gil Marín, dirigente sportivo, imprenditore e allevatore spagnolo (Madrid, n. 1963)
- Míchel Salgado, dirigente sportivo, allenatore di calcio e ex calciatore spagnolo (As Neves, n. 1975)

## Economisti(1)
- Miguel Ángel Pesce, economista argentino (Buenos Aires, n. 1962)

## Fumettisti(1)
- Miguel Ángel Martín, fumettista spagnolo (León, n. 1960)

## Giocatori di baseball(2)
- Miguel González, giocatore di baseball messicano (Guadalajara, n. 1984)
- Miguel Sanó, giocatore di baseball dominicano (San Pedro de Macorís, n. 1993)

## Giocatori di biliardo(1)
- Miguel Ángel Borrelli, giocatore di biliardo argentino (Bolivar, n. 1948)

## Giocatori di calcio a 5(5)
- Miguel Aguirrezabala, ex giocatore di calcio a 5 uruguaiano (Paso de los Toros, n. 1970)
- Miguel Ángel Mellado, giocatore di calcio a 5 spagnolo (Murcia, n. 1999)
- Miguel Ángel Cobeta, ex giocatore di calcio a 5 spagnolo (Madrid, n. 1975)
- Miguel Ángel Martínez Ovelar, ex giocatore di calcio a 5 paraguaiano (Arroyos y Esteros, n. 1964)
- Miguel Porras, ex giocatore di calcio a 5 costaricano (n. 1966)

## Golfisti(1)
- Miguel Ángel Jiménez, golfista spagnolo (Malaga, n. 1964)

## Insegnanti(1)
- Miguel Castillo Didier, docente, grecista e traduttore cileno (Santiago del Cile, n. 1934)

## Marciatori(1)
- Miguel Ángel López, marciatore spagnolo (Murcia, n. 1988)

## Pallanuotisti(1)
- Miki Oca, ex pallanuotista spagnolo (Madrid, n. 1970)

## Pallavolisti(2)
- Miguel Ángel Falasca, pallavolista e allenatore di pallavolo spagnolo (Mendoza, n. 1973 - Varese, † 2019)
- Miguel Ángel López, pallavolista cubano (Cienfuegos, n. 1997)

## Pediatri(1)
- Miguel Lunghi, pediatra e politico argentino (Tandil, n. 1943)

## Piloti automobilistici(1)
- Miguel Ángel Guerra, ex pilota automobilistico argentino (Buenos Aires, n. 1953)

## Poeti(1)
- Miguel Ángel Bustos, poeta, pittore e critico letterario argentino (Buenos Aires, n. 1932 - Buenos Aires, † 1976)

## Politici(4)
- Miguel Ángel Blanco, politico spagnolo (Ermua, n. 1968 - Lasarte-Oria, † 1997)
- Miguel Juárez Celman, politico e avvocato argentino (Córdoba, n. 1844 - Arrecifes, † 1909)
- Miguel Ángel Revilla, politico spagnolo (Salceda, n. 1943)
- Miguel Ángel Rodríguez, politico costaricano (San José, n. 1940)

## Presbiteri(1)
- Miguel Ángel Tábet, presbitero, teologo e biblista venezuelano (Caracas, n. 1941 - Roma, † 2020)

## Pugili(3)
- Miguel Cotto, ex pugile portoricano (Caguas, n. 1980)
- Miguel Ángel Cuello, pugile argentino (Elortondo, n. 1946 - Provincia di Santa Fe, † 1999)
- Mikey Garcia, pugile statunitense (Oxnard, n. 1987)

## Registi(1)
- Miguel Ángel Vivas, regista e sceneggiatore spagnolo (Siviglia, n. 1974)

## Rugbisti a 15(1)
- Miguel Ruiz, ex rugbista a 15 argentino (Mendoza, n. 1975)

## Scacchisti(1)
- Miguel Quinteros, scacchista argentino (Buenos Aires, n. 1947)

## Scrittori(1)
- Miguel Ángel Asturias, scrittore, poeta e drammaturgo guatemalteco (Città del Guatemala, n. 1899 - Madrid, † 1974)

## Storici(1)
- Miguel Ángel del Arco Blanco, storico, docente e scrittore spagnolo (n. 1978)

## Tennisti(2)
- Miguel Ángel López Jaén, ex tennista spagnolo (Elche, n. 1982)
- Miguel Ángel Reyes Varela, tennista messicano (Guadalajara, n. 1987)

## Vescovi cattolici(2)
- Miguel Ángel Builes Gómez, vescovo cattolico colombiano (Donmatías, n. 1888 - Medellín, † 1971)
- Miguel Ángel Castro Muñoz, vescovo cattolico messicano (Puebla de Zaragoza, n. 1970)

## Wrestler(1)
- Rey Misterio senior, ex wrestler messicano (Tijuana, n. 1958)